# Diego Román
Diego Román o Romano (¿1450? - ¿1497?), llamado también simplemente Comendador Román, fue un comendador y poeta castellano perteneciente a la lírica cancioneril de la segunda mitad del siglo XV. Brilló en la corte de los Reyes Católicos, y se nos ha conservado parte de su obra lírica en el Cancionero General de Hernando del Castillo (1511) y en otros diversos cancioneros, manuscritos y pliegos sueltos.

## Biografía
Poco se sabe sobre él. Era vecino de Toledo y comendador de una orden que se ignora, pero no era la de Calatrava. En septiembre de 1475 fue perdonado por haber matado a Juan de Luzón, en consideración a sus méritos en la guerra contra Portugal y por los que se esperaban en el futuro. En mayo de 1493 consta que servía como caballero contino o de la guardia de los Reyes Católicos. En ese mismo año los Reyes intervinieron para que se le concediera usar como pasto un terreno de su propiedad en el término de una legua de la ciudad, allí donde se estimaba que la propiedad era municipal, comunal e inalienable. En 1482, sin embargo, había apoyado a Alfonso V de Portugal junto a otros nobles castellanos, pero gracias al embajador luso, que pidió para ellos la rehabilitación, volvió a ser estimado por los Reyes.
Sirvió en la corte ducal del primer duque de Alba de Tormes, García Álvarez de Toledo, según se indica en su glosa de la muy afortunada canción Nunca fue pena mayor; pero también se indica en un poema satírico suyo contra el sastre remendón y vendedor de ropa Antón de Montoro, donde ambos se acusan de judíos, y Antón a Román de judío y morisco. Esta diatriba entre el Comendador y Antón de Montoro es relativamente amplia: según Costa, en total, está integrada por siete textos de Montoro y cinco de Román, que fueron muy populares y copiados en distintos cancioneros de la época.

Antón, Parias sin arrisco / os  cumple que me las deis, / porque estoy tan basilisco / que de verme moriréis, / y haced de vos justicias / corrigiéndoos el vivir, / que ponzoñas y malicias / que os tengo para decir / a mí me hacen tremir. // Porque tornéis a la vara / de vuestra remendaría / os amenaza Guevara / y también Hernán Mexía; / que vos, con cara que toca / y cuerpo cativo, lacio, / vos hurtáis con vuestra boca / las razones del palacio, / presumiendo de Boccaccio. // Que vos trovéis palanciano / este trovar más os mata, / porque si van a la cata / bien sabrán que sois marrano. / Pues trovar de amor trovando / os está tan mal contado, / trovad vos lo que yo os mando / y no seréis reprochado / por hombre desmesurado...

Es un poeta muy diestro que usa casi siempre el arte menor, y muy versátil, porque se adapta bien a todos los géneros. El Cancionero general de Hernando del Castillo (1511), y unos pocos manuscritos nos han transmitido tres poemas amorosos y cinco de correspondencia poética con Antón de Montoro. Pero son sus obras mejores los poemas extensos. Su último poema se remonta a fines de 1497 o principios de 1498: las Décimas sobre el fallecimiento del príncipe nuestro señor, elegía dedicada a la muerte del príncipe don Juan (Toledo: Antonio Téllez), al mismo elevado nivel que la Tragedia Trobada de Juan del Encina al mismo tema. Anterior es un dezir alegórico para el duque de Albuquerque don Beltrán de la Cueva; un dezir de 40 coplas de contemptu mundi y sobre la Dolorosa, trasmitido por dos manuscritos de la Biblioteca Universitaria de Salamanca (2139 y 2762) y, sobre todo, su celebérrima obra maestra, las Coplas de la Pasión con la Resurrección, larga composición que versifica, inspirándose en muchas fuentes y con una gran carga retórica, la pasión, muerte y resurrección de Cristo.

## Obras
- Décimas a fallecimiento del Príncipe don Juan (siglo XV), ed. de Manuel Gómez Imaz, Sevilla, Rasco, 1890.
- “Coplas desconocidas del Comendador Román”, ed. de Ana María Álvarez Pellitero en Boletín de la Biblioteca Menéndez Pelayo, LX (1984), págs. 99-114.
- “Poesía amorosa del Comendador Román”, ed. de Giuseppe Mazzocchi, en Écrire à la fin du Moyen Age. Le pouvoir et l’écriture en Espagne et en Italie (1450-1530), Aix-en-Provence, Université, 1990, págs. 43-77.
- Coplas de la Pasión con la Resurrección, ed. de Giuseppe Mazzocchi, Florencia, La Nuova Italia, 1990.
- Antón de Montoro, Poesía completa, ed. de M. Costa, Cleveland State University, 1990
- José Julián Labrador Herraiz y Ralph A. DiFranco, “Tres nuevos poemas del siglo XV en unos folios del siglo xi, cosidos en dos manuscritos del siglo XVII”, en Cancioneros en Baena II, Baena, Ayuntamiento, 2003, págs. 197-216.